# Liceo Carmela Carvajal de Prat
El Liceo Carmela Carvajal de Prat es un establecimiento educativo chileno, ubicado en el Barrio Italia en el sector oriente de Santiago de Chile. Fundado en 1961, es un colegio público municipal administrado por la Ilustre Municipalidad de Providencia.
Es un liceo que imparte la modalidad de educación general básica N.B.6 (7° y 8° años) y de educación media científico-humanista (1.º a 4.º años).
Es reconocido a nivel académico por los altos puntajes obtenidos en el Sistema de Medición de la Calidad de la Educación (SIMCE) y la Prueba de Selección Universitaria (PSU), estando dentro de los colegios mejor evaluados de Chile y entre los primeros lugares a nivel municipal. Cuenta con 12 cursos en educación básica y 32 cursos de educación media, totalizando un número cercano a las 1.800 alumnas.
Este colegio es considerado como uno de los «liceos tradicionales» de la capital chilena, tanto por su calidad como por su composición social transversal. Muchas de sus alumnas provienen de diversas comunas de la ciudad y no únicamente de Providencia. También ha jugado roles importantes a nivel político, participando fuertemente en diversas movilizaciones estudiantiles, como las de 2006 y de 2011.

## Historia
El Liceo Carmela Carvajal de Prat fue creado el 5 de abril de 1961 bajo el nombre de Liceo de Niñas n.º 13 de Providencia, con una matrícula de alrededor de 200 alumnas distribuidas en seis cursos de Humanidades. 18 años después, en 1979, el liceo se fusionó con la Escuela Media para Adultos n.º 2, convirtiéndose en el Liceo A-44 de Niñas.
El 20 de octubre de 1981, el liceo se traspasó a la Municipalidad de Providencia recibiendo el nombre de Liceo Carmela Carvajal de Prat, según el Decreto n.º 7311.
Según la Reforma Educacional del gobierno de Patricio Aylwin, el Liceo se vio obligado a pasar desde la doble jornada a la Jornada Escolar Completa, proceso que se llevó a cabo entre 1995 y 2005, condición que mantiene hasta hoy.